# 加太越

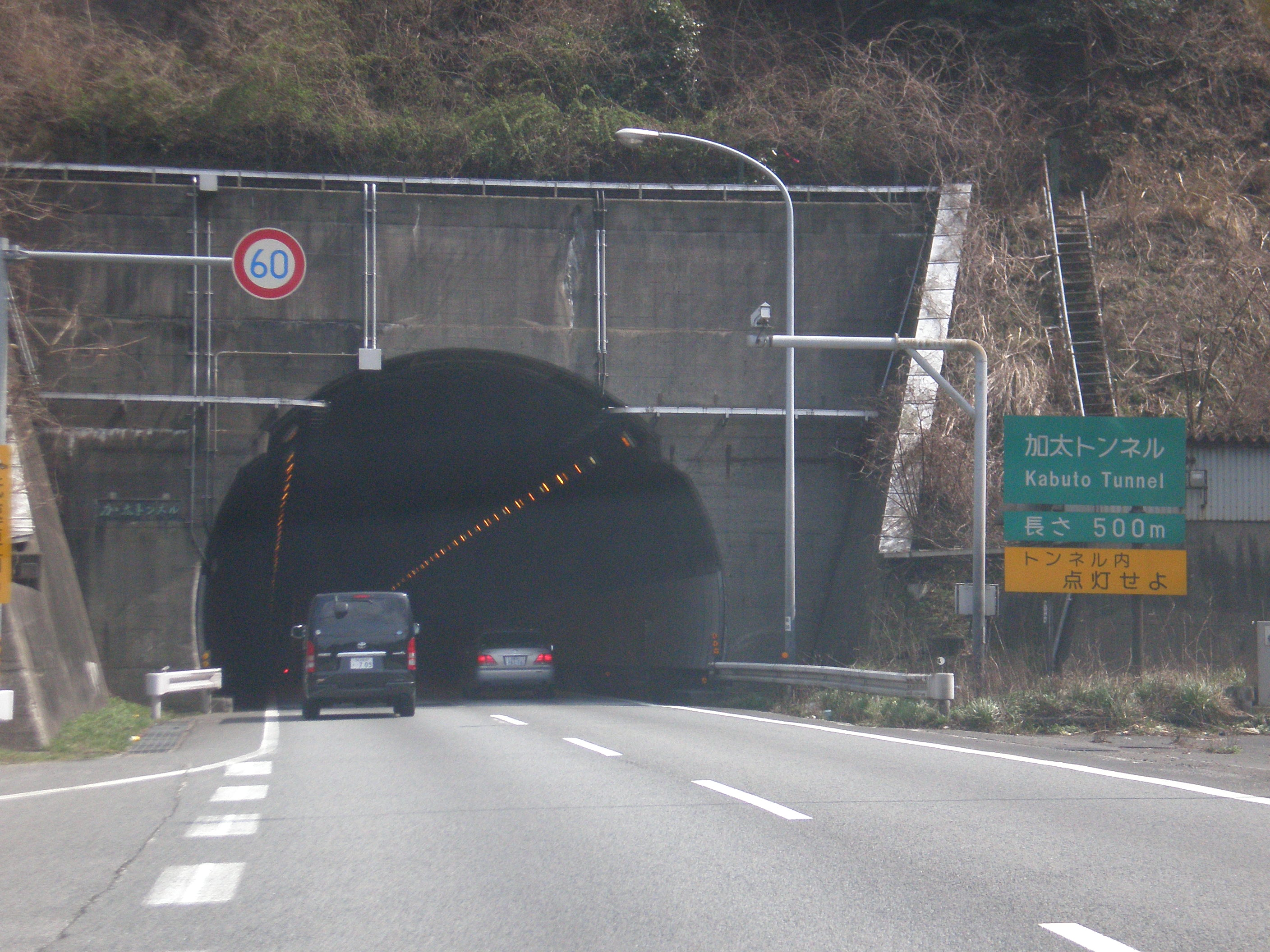
名阪国道加太トンネル（上り線入口）

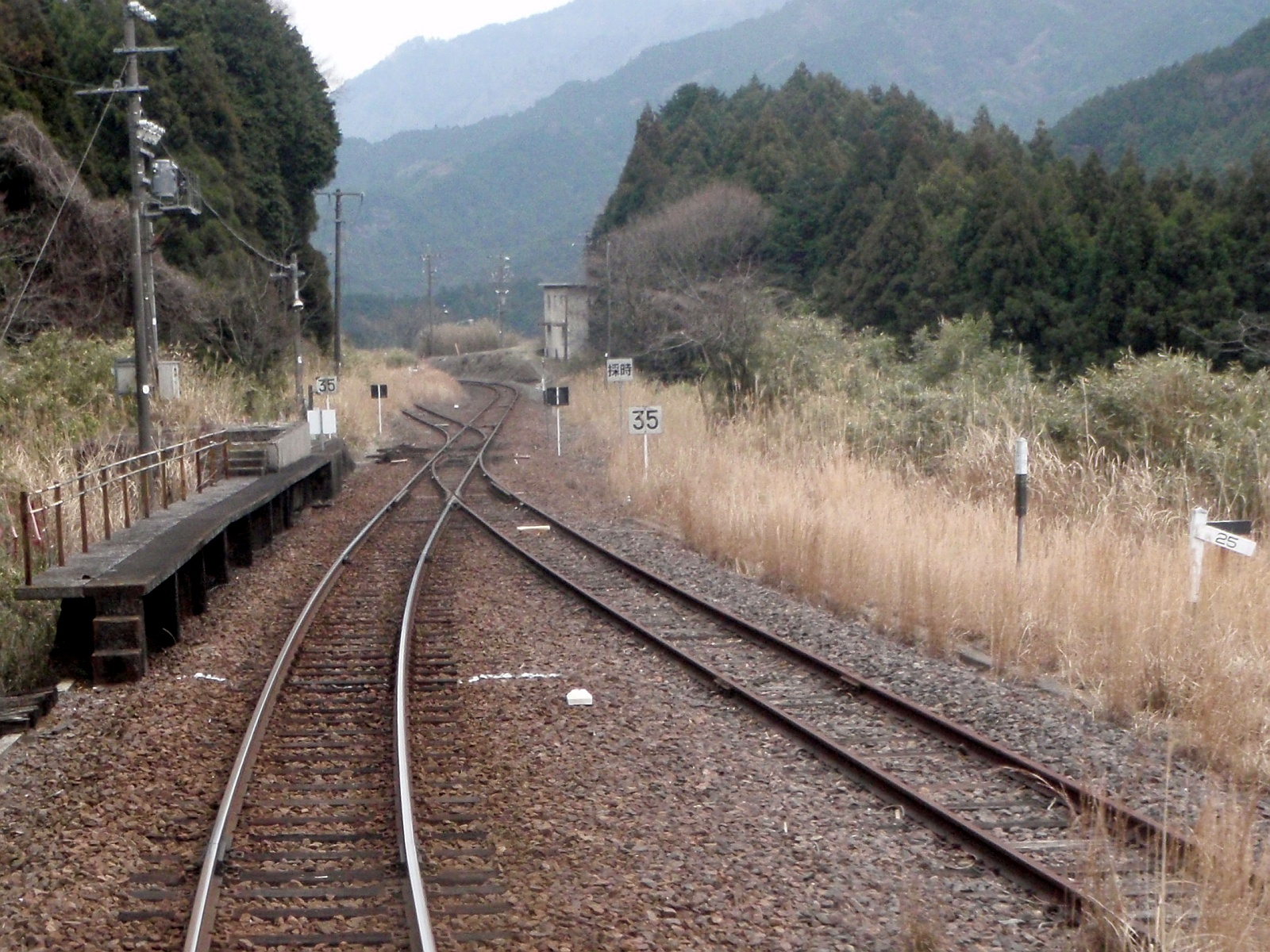
関西本線中在家信号場

加太越（かぶとごえ）は、三重県の伊賀市と亀山市の間にある峠。鈴鹿山脈南嶺南にあり、鈴鹿峠が開かれる前は東海道が走るなど、古から人の往来があった。
現在でも名阪国道（国道25号）、西日本旅客鉄道（JR西日本）関西本線などが通っている。比較的緩やかな峠である。また、関西本線柘植駅・加太駅間にはスイッチバック方式の中在家信号場が存在した（2019年に廃止）。
かつて徳川家康が本能寺の変によって危機に晒されたとき、命辛々、山越えを果たした神君伊賀越えの逸話がある。